# Silverton
Silverton je město na jihozápadě Colorada, ve Spojených státech amerických. Leží v okrese San Juan County, v nadmořské výšce 2 840 m.
Siverton se nachází v severní části pohoří San Juan Mountains, leží v údolí obklopeném horami. Město má rozlohu 2,19 km2 a žije zde okolo 600 obyvatel.

## Historie a současnost
Město bylo založeno v 70. letech 19. století v důsledku těžby zlata. Později se v okolí začalo těžit stříbro. Poslední doly na těžbu stříbra byly uzavřeny v roce 1991. V současné době žije město především z turistického ruchu. Město Silverton je národní historickou památkou Spojených států amerických (National Historic Landmark). Stejně tak historická úzkokolejná železnice, která v délce 73 km spojuje Silverton s jižně ležícím Durangem. Města Durango – Silverton a Ouray pak propojuje scénická silnice (U.S. Route 550) nazývaná Million-Dollar Highway.

## Podnebí
Silverton má subpolární podnebí, s velmi studenými zimami se sněhem a chladnými až teplými léty. Srážky jsou vyrovnané v průběhu celého roku. Roční úhrn je 622 mm.

| Silverton – podnebí                    | Silverton – podnebí | Silverton – podnebí | Silverton – podnebí | Silverton – podnebí | Silverton – podnebí | Silverton – podnebí | Silverton – podnebí | Silverton – podnebí | Silverton – podnebí | Silverton – podnebí | Silverton – podnebí | Silverton – podnebí | Silverton – podnebí |
| Období                                 | leden               | únor                | březen              | duben               | květen              | červen              | červenec            | srpen               | září                | říjen               | listopad            | prosinec            | rok                 |
| -------------------------------------- | ------------------- | ------------------- | ------------------- | ------------------- | ------------------- | ------------------- | ------------------- | ------------------- | ------------------- | ------------------- | ------------------- | ------------------- | ------------------- |
| Průměrné denní maximum [°C]            | 1,1                 | 2,6                 | 4,8                 | 8,5                 | 14,2                | 19,9                | 22,8                | 21,4                | 14,2                | 12,8                | 6,2                 | 1,7                 | 10,8                |
| Průměrné denní minimum [°C]            | −18,8               | −17,2               | −13,3               | −7,5                | −3,1                | −0,1                | 3,3                 | 2,9                 | −0,9                | −5,6                | −12,5               | −17,7               | −7,5                |
| Průměrné srážky [mm]                   | 42,7                | 44,4                | 58,4                | 43,7                | 37,1                | 35,3                | 69,1                | 78,7                | 71,4                | 59,4                | 37,3                | 43,9                | 621,4               |
| Zdroj: Western Regional Climate Center |                     |                     |                     |                     |                     |                     |                     |                     |                     |                     |                     |                     |                     |